# Buccinum unuscarinatum
Buccinum unuscarinatum is een slakkensoort uit de familie van de Buccinidae. De wetenschappelijke naam van de soort is voor het eerst geldig gepubliceerd in 1981 door Tiba.